# Signar á Brúnni
Signar á Brúnni (Fuglafjørður, 1945. február 10. –) feröeri tanár, politikus, a Tjóðveldi tagja.

## Pályafutása
1969-ben szerzett tanári képesítést a Føroya Læraraskúliban. Ezután 1973-ig Strendurban, majd sokáig Fuglafjørðurban tanít, leszámítva a kormányzati pozícióban töltött éveket és a Leirvíki Iskolában töltött egy évet (1981-1982). A Fuglafjørðuri Iskolában később igazgatóhelyettes lett, de tanított Eiðiben is. Ezt követően a Vestmannai Iskola, 2007-től pedig a klaksvíki Ziskatrøð Iskola igazgatója.
1970-1980, valamint 1984-2002 között a Løgting tagja volt, kivéve amikor miniszteri posztot töltött be. Erre 1989-1990 (oktatási, kulturális és környezetvédelmi miniszter), 1993-1994 (környezetvédelmi, energiaügyi és önkormányzati miniszter) és 1998-2000 (oktatási és kulturális miniszter) között került sor. 1986-1989 között a Tjóðveldi frakcióvezetője volt, és 1986-1988-ig emellett a parlament halászati bizottságát is vezette.

## Magánélete
Szülei Sigga szül. Poulsen és Jógvan Hansen Fuglafjørðurból. Felesége Gunnvør szül. Skipanes Skipanesből. Jelenleg Fuglafjørðurban él.

### Külső hivatkozások
- Profilja, Løgtingið 150 - Hátíðarrit, p. 259 (feröeri)
- Profil Archiválva 2017. március 23-i dátummal a Wayback Machine-ben, Løgting (feröeri)